# 佐倉河村
佐倉河村（さくらがわむら）は、昭和30年（1955年）まで岩手県胆沢郡にあった村。現在の奥州市水沢佐倉河および水沢卸町・水沢工業団地にあたる。

## 地理
- 河川：北上川、胆沢川

## 沿革
- 明治8年（1889年）10月17日 - 水沢県による村落統合にともない、佐野村と八幡村が合併して宇佐村に、上葉場村と栃木村が合併して満倉村に、安土呂井村・四丑村・茄子川村・瀬台野村が合併して常盤村になる。
- 明治22年（1889年）4月1日 - 町村制施行にともない、宇佐村・満倉村・下河原村および常盤村のうち旧安土呂井・四丑・茄子川村域が合併して佐倉河村が発足。
- 昭和29年（1954年）4月1日 - 水沢町・姉体村・真城村および江刺郡黒石村・羽田村と合併し、水沢市となる。

## 行政
- 歴代村長

| 代 | 氏名         | 就任                   | 退任                      | 備考 |
| -- | ------------ | ---------------------- | ------------------------- | ---- |
| 1  | 小野哲之助   | 明治22年（1889年）4月  | 明治30年（1897年）10月    |      |
| 2  | 青木丈左ェ門 | 明治30年（1897年）11月 | 明治32年（1899年）4月     |      |
| 3  | 小野哲之助   | 明治32年（1899年）5月  | 明治32年（1899年）10月    | 再任 |
| 4  | 青木誠内     | 明治32年（1899年）11月 | 明治34年（1901年）1月     |      |
| 5  | 北郷隆純     | 明治34年（1901年）2月  | 明治35年（1902年）1月     |      |
| 6  | 佐藤寛次郎   | 明治35年（1902年）2月  | 明治37年（1904年）5月     |      |
| 7  | 小野哲之助   | 明治37年（1904年）6月  | 明治38年（1905年）12月    | 三任 |
| 8  | 小野永之進   | 明治39年（1906年）1月  | 明治44年（1911年）7月     |      |
| 9  | 阿部勝治郎   | 明治44年（1911年）8月  | 大正3年（1914年）5月      |      |
| 10 | 高橋与平     | 大正3年（1914年）6月   | 昭和9年（1934年）7月      |      |
| 11 | 菅原小平     | 昭和9年（1934年）9月   | 昭和10年（1935年）11月    |      |
| 12 | 伊藤栄五郎   | 昭和11年（1936年）5月  | 昭和12年（1937年）2月     |      |
| 13 | 木村三郎     | 昭和12年（1937年）4月  | 昭和21年（1946年）11月    |      |
| 14 | 及川太右ェ門 | 昭和21年（1946年）11月 | 昭和29年（1954年）3月31日 |      |

## 交通

### 鉄道
- 国鉄東北本線 - 駅なし

### 道路
- 国道4号

現在は旧村内に東北自動車道の水沢インターチェンジが所在するが、当時は未開通。

## 教育
- 佐倉河村立佐倉河小学校 - のち合併で水沢市立佐倉河小学校。現奥州市立佐倉河小学校。
- 佐倉河村立佐倉河中学校 - のち合併で水沢市立佐倉河中学校。統合で水沢市立水沢中学校を経て、現奥州市立水沢中学校。